# Микулаш VI Рациборжский
Микулаш VI Ратиборский (чеш. Mikuláš VI Ratibořský, пол. Mikołaj VI Raciborski, ок.1483 — 1506) — князь Ратиборский (1493—1506).

## Биография
Микулаш был старшим сыном князя ратиборского Яна V и Магдалены Опольской. Принадлежал к побочной линии чешской королевской династии Пржемысловичей.
Когда в 1493 году умер отец, Микулаш унаследовал Ратиборское княжество вместе с младшими братьями Яном и Валентином. Их опекуном и регентом княжества стала мать, Магдалена Опольская. Микулаш вступил в управление княжеством в 1499 году, достигнув шестнадцати лет.
Около 1505 года Микулаш женился на Анне Тенчинской, дочери подкомория краковского и старосты русского Збигнева Тенчиснкого. Этот брак остался бездетным.
Князь Микулаш VI неожиданно умер в возрасте около 23 лет в 1506 году и был похоронен в доминиканском монастыре в Рацибуже. В том же году скончался его брат Ян VI и единоличным правителем Ратиборского княжества стал самый младший брат Валентин Горбатый.